# Newhaven Fort
Koordinaten: 50° 46′ 59,5″ N, 0° 3′ 15,7″ O

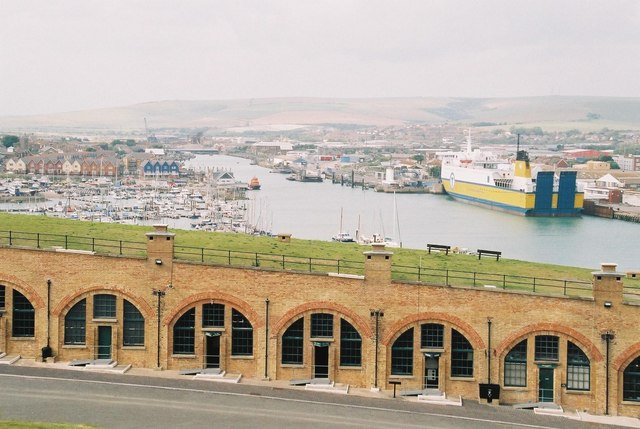
Newhaven Fort und Hafen von Newhaven

Newhaven Fort wurde zwischen 1865 und 1871 auf Empfehlung der Royal Commission on the Defence of the United Kingdom unter der Leitung von Lord Palmerston gebaut und sollte den Hafen von Newhaven in East Sussex an der Südküste Englands verteidigen. Das Fort ist die größte Verteidigungsanlage, die jemals in Sussex gebaut wurde und ist heute ein Museum.
Das Fort wurde 1870 auf seiner Ostseite mit zwei Vorderlader-Schiffsgeschützen vom Typ RML 9 inch 12 ton gun mit gezogenem Lauf auf einer Verschwindelafette ausgestattet. Dies war ein in England einmalige Zusammenstellung. Die Bewaffnung wurde 1906 verändert. Ab diesem Zeitpunkt gab es zwei BL 6 inch gun Mk VII zwei besonders für die Küstenverteidigung konstruierte Hinterlader-Geschütze und zwei QF 12 pounder 12 cwt naval gun Geschütze, die speziell für die Bekämpfung von Torpedobooten gedacht werden.
Die beiden BL 6 inch gun Mk VII Geschütze wurden 1941 durch eine Geschützbatterie mit speziell für den Küstenschutz weiterentwickelten 6 inch Mk 24 Geschützen westlich der Festung ersetzt.
Das Fort wurde 1962 von der Armee aufgegeben. 1982 wurde mit der Restaurierung des Forts begonnen und die Bewaffnung aus der Zeit von 1906 bis 1941 wiederhergestellt.